# جنگل شو
جنگل شو (به فرانسوی: Forêt de Chaux) یک جنگل در فرانسه است که در بورگونی-فرانش-کنته واقع شده‌است.